# موقع دحضة الأثري
موقع دحضة الأثري يقع في شعيب دحضة الواقع في منطقة نجران جنوب المملكة العربية السعودية، ويُعد ما تم العثور فيه من دلائل أثرية إثباتا على قدم الاستيطان البشري في المنطقة.

## مكتشفات الموقع
عثر في موقع دحضة الأثري على أدوات حجرية يعتقد أنها تعود للحضارة الأولدوانية (1.8 - 1.2 مليون سنة)، حيث اتصفت الأدوات المستخدمة في ذلك العصر على قواطع حجرية كبيرة الحجم ومكاشط وشفرات ومطارق وأدوات ذات وجهين بدائية.

## التاريخ
يرى بعض الباحثين أن الإنسان ارتحل من موطنه الأول في أخدود أولدفاي في تنزانيا ومنه انطلق عبر الأودية إلى أن وصل سواحل البحر الأحمر، ومن هناك عبر مضيق باب المندب حيث لا يتجاوز عرض البحر أكثر من 28 كم يتخللها كثير من الجزر. لذا افترض الباحثون أن الإنسان ركب قوارب بدائية قوامها ألواح خشبية مسطحة واندفع بها إلى جنوب الجزيرة العربية، فانتشر في جبال السروات ومنها انحدر إلى أودية نجران، مستدلين بأنه عثر في هذا ا لمكان على أقدم المواقع في السعودية. وتحتوي هذه المواقع على أدوات حجرية استخدمها الإنسان وتؤرخ بمليون ونصف مليون سنة قبل الميلاد، ومن ذلك المكان انتشر شمالًا إلى وادي تثليث حيث عثر على مواقع تحتوي على أدوات حجرية تؤرخ بتاريخ مثيل لتاريخ الأدوات الحجرية التي عثر عليها في شعيب دحضة.